# Folkesred
Folkesred är en småort som ligger i mitten av Tvärreds socken i Ulricehamns kommun i Västra Götalands län.